# کوجو دوسه
کوجو دوسه (انگلیسی: Kodjo Doussé؛ زادهٔ ۲۴ ژوئن ۱۹۹۶) بازیکن فوتبال اهل مالی است.
وی همچنین در تیم ملی فوتبال مالی بازی کرده است.